# Kennedy Center

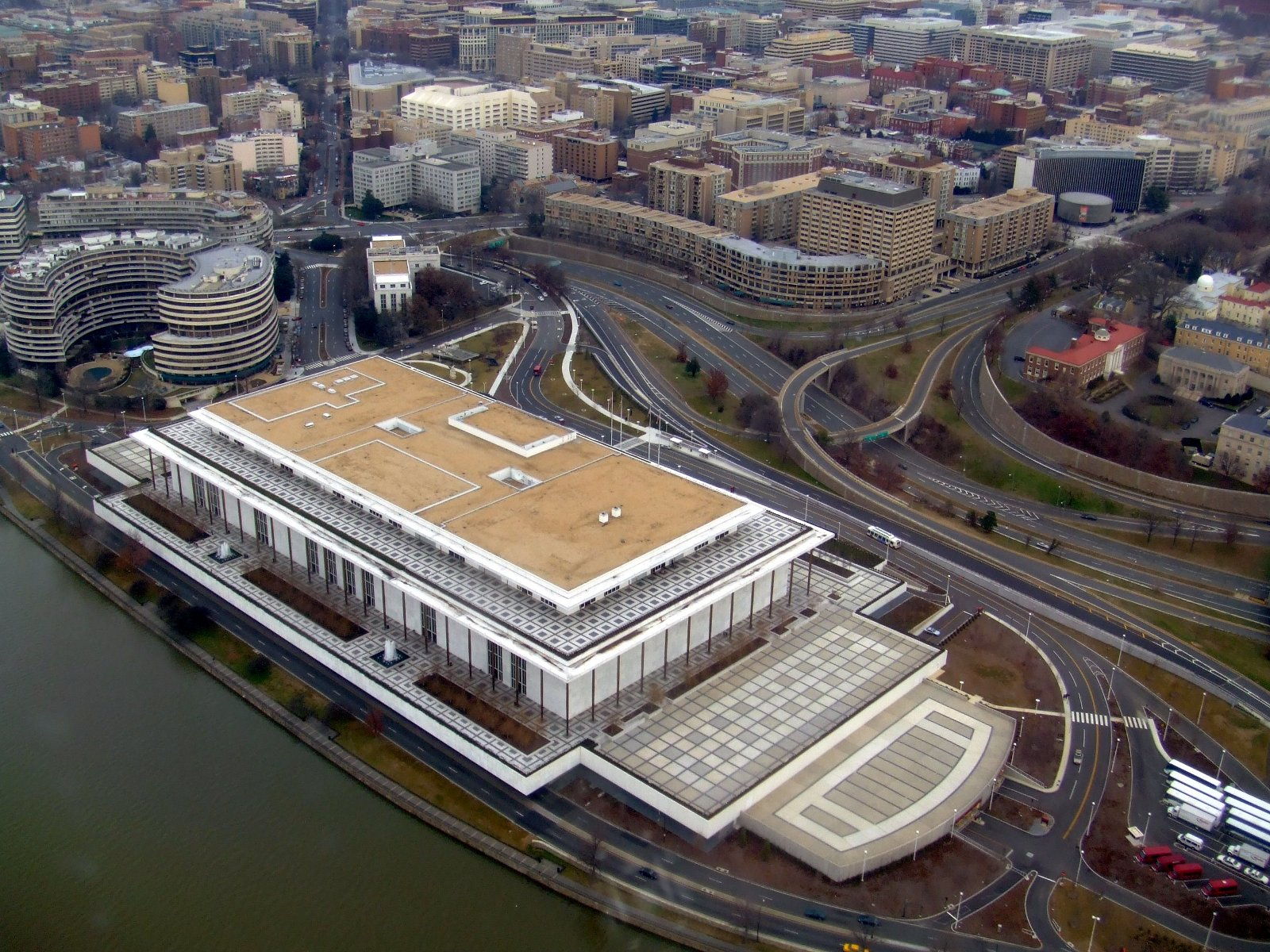
Il Kennedy Center come si vede dal cielo. A sinistra si può vedere una parte del Complesso Watergate.

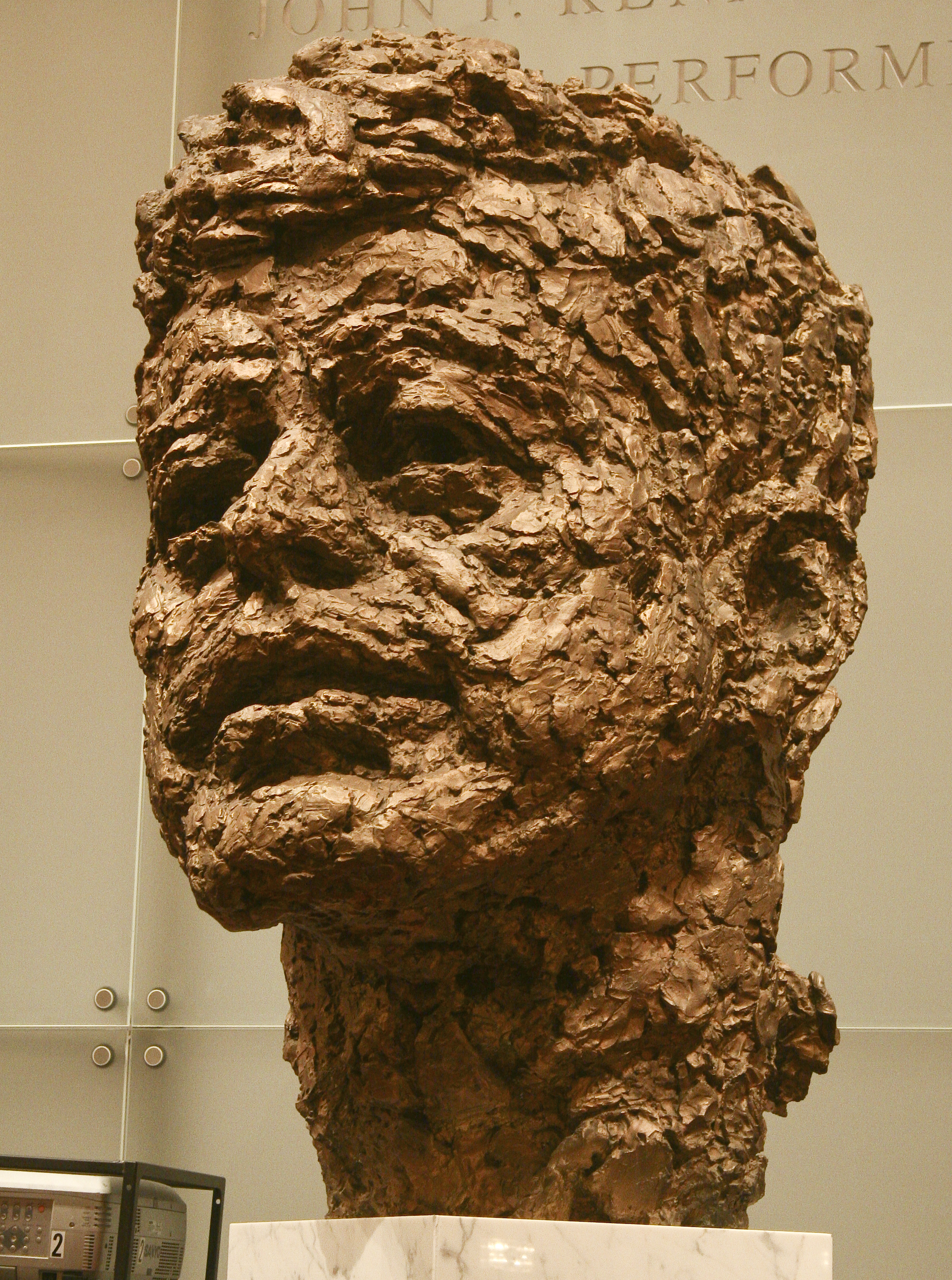
Busto di John F. Kennedy di Robert Berks situato di fronte all'ingresso della Opera House nel Centro

Il John F. Kennedy Center for the Performing Arts (sull'edificio stesso chiamato il John F. Kennedy Memorial Center for the Performing Arts e comunemente indicato come il Kennedy Center) è un centro di arti dello spettacolo situato sul fiume Potomac, adiacente al complesso Watergate a Washington D.C. Il Centro, che ha aperto 8 settembre 1971, produce e presenta teatro, danza, danza classica, musica orchestrale, da camera, jazz, musica pop e folk, oltre a spettacoli multimediali per tutte le età.
Si tratta del più attivo impianto di arti dello spettacolo negli Stati Uniti e ospita ogni anno circa 2.000 spettacoli per un pubblico totale di quasi due milioni; le produzioni del Centro legate al turismo, alla televisione ed alle trasmissioni radio ne accolgono altri 20 milioni in più. Giunto alla sua 44ª stagione, il Centro presenta i più grandi esempi di musica, danza e teatro; sostiene gli artisti nella creazione di nuovi lavori e serve la nazione come leader nella educazione artistica. Con la sua affiliata artistica, la National Symphony Orchestra, i risultati del Centro come un commissionario, produttore, ed educatore di artisti in via di formazione hanno portato a più di 200 produzioni teatrali, decine di nuovi balletti, opere, e opere musicali.
Tracciando il suo inizio all'Atto per il Centro Culturale Nazionale del Congresso del 1958, che richiede che la sua programmazione sia sostenuta attraverso fondi privati, il centro rappresenta un partenariato pubblico-privato. È sia un memoriale pubblico della nazione per il presidente John Fitzgerald Kennedy che il "centro nazionale per le arti dello spettacolo." Le sue attività comprendono iniziative educative e di sensibilizzazione, quasi interamente finanziate attraverso la vendita dei biglietti e regali dai privati, dalle aziende e fondazioni private.
Progettato dall'architetto Edward Durell Stone, fu costruito dall'imprenditore di Filadelfia John McShain ed è amministrato da un ufficio dello Smithsonian Institution. Riceve finanziamenti federali ogni anno per pagare la manutenzione e il funzionamento della struttura.

## Storia
L'idea per il centro risale al 1933, quando la First lady Eleanor Roosevelt discusse alcune idee per il soccorso di emergenza e Opere civili di amministrazione per creare posti di lavoro per gli attori disoccupati durante la Grande depressione. Nel 1935, il Congresso tenne audizioni sui piani per creare un nuovo Dipartimento di scienza, arte e letteratura e per la costruzione di un edificio monumentale per il teatro e le arti a Capitol Hill, vicino al palazzo della Corte Suprema.
La Biblioteca del Congresso aggiunse un piccolo auditorium, ma aveva restrizioni sul suo utilizzo. Una risoluzione del Congresso del 1938 si pronunciò per la costruzione di un "edificio pubblico che sarà conosciuto come il Centro Culturale Nazionale" vicino a Judiciary Square, ma nulla si materializzò.

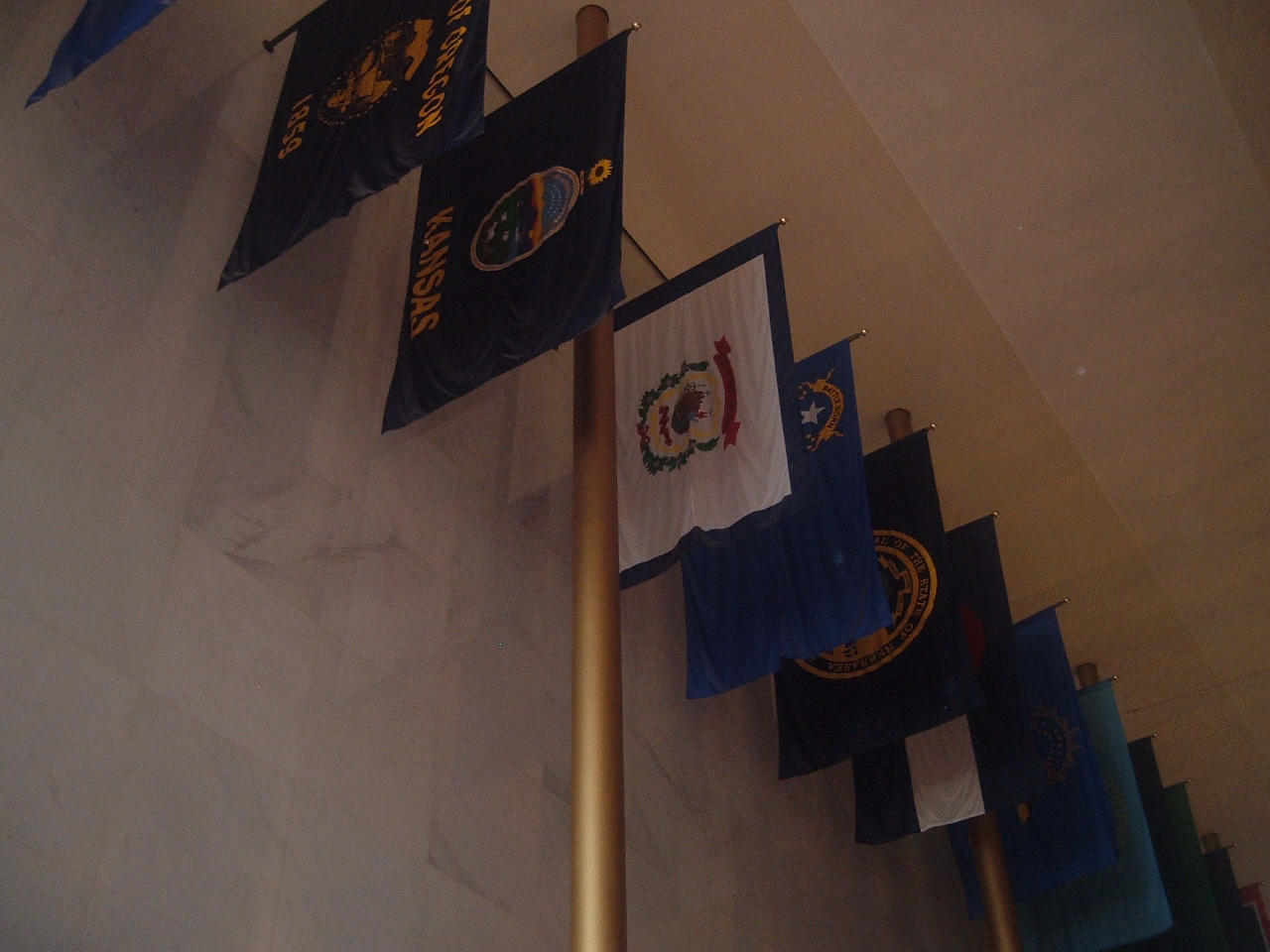
Bandiere nella Sala degli Stati

Nel 1950 l'idea di un teatro nazionale riemerse quando il Rappresentante degli Stati Uniti Arthur George Klein di New York introdusse un disegno di legge per autorizzare i fondi per progettare e costruire un centro culturale. Il disegno di legge conteneva disposizioni che il centro avrebbe vietato ogni discriminazione di casta o pubblico. Nel 1955 lo Stanford Research Institute fu incaricato di selezionare un sito e fornire suggerimenti per la progettazione del centro. Dal 1955 al 1958 il Congresso discusse l'idea fra molte polemiche. Nell'estate del 1958 un disegno di legge fu finalmente approvato dal Congresso e il 4 settembre 1958 il presidente Dwight Eisenhower trasformò in legge l'Atto per il Centro Culturale Nazionale che aveva fornito lo slancio per il progetto.
Questa fu la prima volta nella storia che il governo federale contribuiva a finanziare una struttura dedicata alle arti dello spettacolo. La normativa richiedeva che una parte dei costi, stimati in $ 10-25.000.000, fossero coperti entro cinque anni dal passaggio del disegno di legge. Edward Durell Stone fu scelto come architetto per il progetto nel giugno 1959. Presentò progetti preliminari al Comitato di musica del presidente nell'ottobre del 1959, insieme ai costi stimati di $ 50 milioni, il doppio delle stime originali di $ 25-30 milioni. Nel novembre 1959 i costi stimati erano aumentati a $ 61 milioni di dollari. Nonostante questo, il disegno di Stone fu ben accolto negli editoriali del The Washington Post e del Washington Star e rapidamente approvato dalla Commissione degli Stati Uniti delle Belle Arti, dalla Commissione Nazionale Pianificazione del Capitale, e dal National Park Service.

Il Centro Culturale Nazionale fu ribattezzato John F. Kennedy Center for the Performing Arts nel 1964, dopo l'assassinio del presidente Kennedy.

### Raccolta fondi
Il Centro Culturale National Board of Trustees, un gruppo che Eisenhower aveva creato il 29 gennaio 1959, guidò la raccolta fondi. Gli sforzi per la raccolta fondi non ebbero successo, con solo 13.425 $ raccolti nei primi tre anni. Il presidente John F. Kennedy era interessato a portare la cultura nella capitale della nazione e diede guida e sostegno al progetto. Nel 1961 il presidente Kennedy chiese a Roger L. Stevens di contribuire allo sviluppo del Centro Culturale Nazionale e di essere il presidente del Consiglio di fondazione. Stevens reclutò la First Lady Jacqueline Kennedy in qualità di Presidente Onorario del Centro e l'ex First Lady Mamie Eisenhower come co-presidente.
Il costo totale di costruzione fu di 70 milioni di $. Il Congresso stanziò 43 milioni di $ per i costi di costruzione, di cui $ 23 milioni come contributo a fondo perduto e gli altri $ 20 milioni in obbligazioni. Le donazioni costituivano anche una parte importante di finanziamento, fra queste 5 milioni di $ dalla Ford Foundation e circa $ 500.000 dalla famiglia Kennedy. Altri importanti donatori furono J. Willard Marriott, Marjorie Merriweather Post, John D. Rockefeller III, e Robert W. Woodruff, così come molti imprenditori. I paesi stranieri offrirono doni al Kennedy Center, fra questi un dono di 3.700 tonnellate di marmo di Carrara dall'Italia (del valore di 1,5 milioni di $), da parte del governo italiano, che fu utilizzato nella costruzione dell'edificio.

### Costruzione

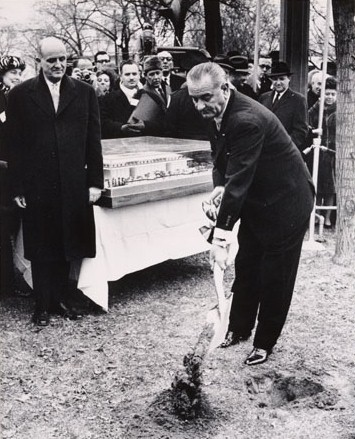
Roger L. Stevens (a sinistra) guarda il presidente Johnson che smuove il terreno il 2 dicembre 1964. Questa fotografia è autografata da Johnson a Stevens

Il Presidente Lyndon B. Johnson scavò la prima palata di terra cerimoniale all'innovativo Kennedy Center il 2 dicembre 1964. Tuttavia, il dibattito ha continuò per un altro anno sul sito Foggy Bottom e qualcuno sosteneva che bisognava trovare un'altra collocazione in Pennsylvania Avenue. Lo scavo del sito prese il via l'11 dicembre 1965 ed il sito venne terminato a gennaio 1967.
La prima esecuzione ebbe luogo il 5 settembre 1971, presenti 2.200 membri del pubblico in attesa di vedere in anteprima la Messa di Leonard Bernstein nel Teatro dell'Opera, mentre l'apertura ufficiale del Centro avvenne l'8 settembre 1971, con un gala formale e la prima esecuzione della Messa di Bernstein. La sala concerti fu inaugurata il 9 settembre 1971, con una performance della National Symphony Orchestra diretta da Antal Doráti. L'opera di Alberto Ginastera, Beatrice Cenci fu rappresentata in anteprima al Kennedy Center Opera House il 10 settembre 1971. Il Teatro Eisenhower fu inaugurato il 18 ottobre 1971, con una rappresentazione di Casa di bambola con Claire Bloom.

## Architettura
L'architetto Edward Durell Stone progettò il Kennedy Center. Nel complesso, l'edificio è di 30 m di altezza, 190 m di lunghezza, e 91 m di larghezza. Il Kennedy Center dispone di un grande atrio lungo 190 m, lungo 19 m, con 16 lampadari soffiati a mano di cristallo Orrefors (un regalo della Svezia) e la moquette rossa. La Sala dei membri e la Sala delle Nazioni, sono entrambe alte 19 m con corridoi lunghi 76 m. L'edificio ha attirato critiche per la sua posizione (lontano dalla stazione dove ferma la metropolitana di Washington) e per la sua portata e forma, anche se ha anche attirato lodi per la sua acustica e la sua terrazza con vista sul fiume Potomac. Nel suo libro Sull'architettura, Ada Louise Huxtable ha definito "gemütlich Speer" (accogliente Speer).
Cyril M. Harris progettò l'auditorium del Kennedy Center e la sua acustica. Una considerazione fondamentale è che molti aerei volano lungo il fiume Potomac e proprio sopra il Kennedy Center, poiché decollano e atterrano nel vicino Aeroporto Nazionale Ronald Reagan di Washington. Anche il traffico degli elicotteri sopra il Kennedy Center è abbastanza elevato. Per tenere fuori questo rumore, il Kennedy Center è stato progettato come una scatola all'interno di una scatola, proteggendo ogni auditorium con un guscio esterno in più.

### Opere d'arte

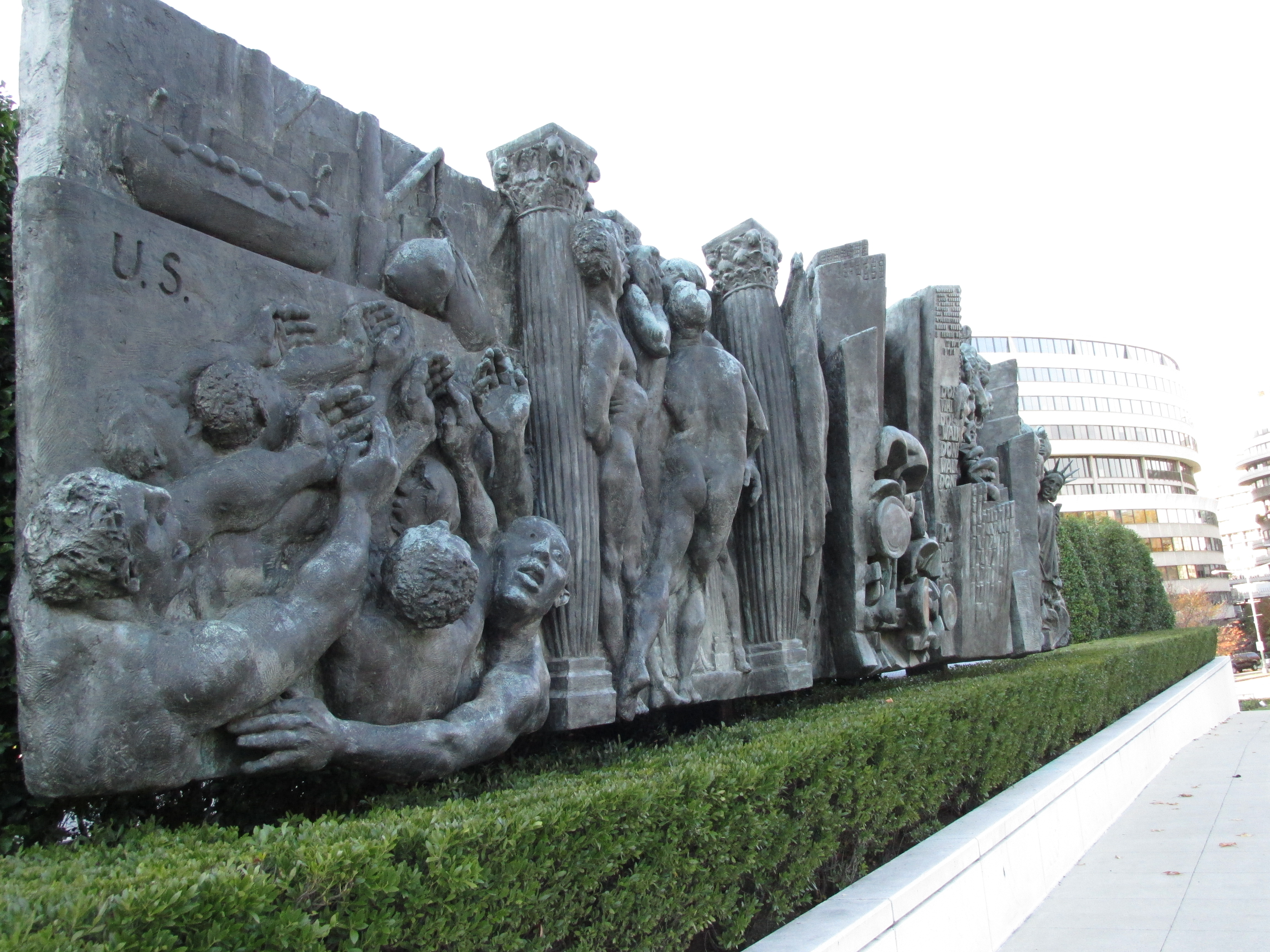
America di Jürgen Weber

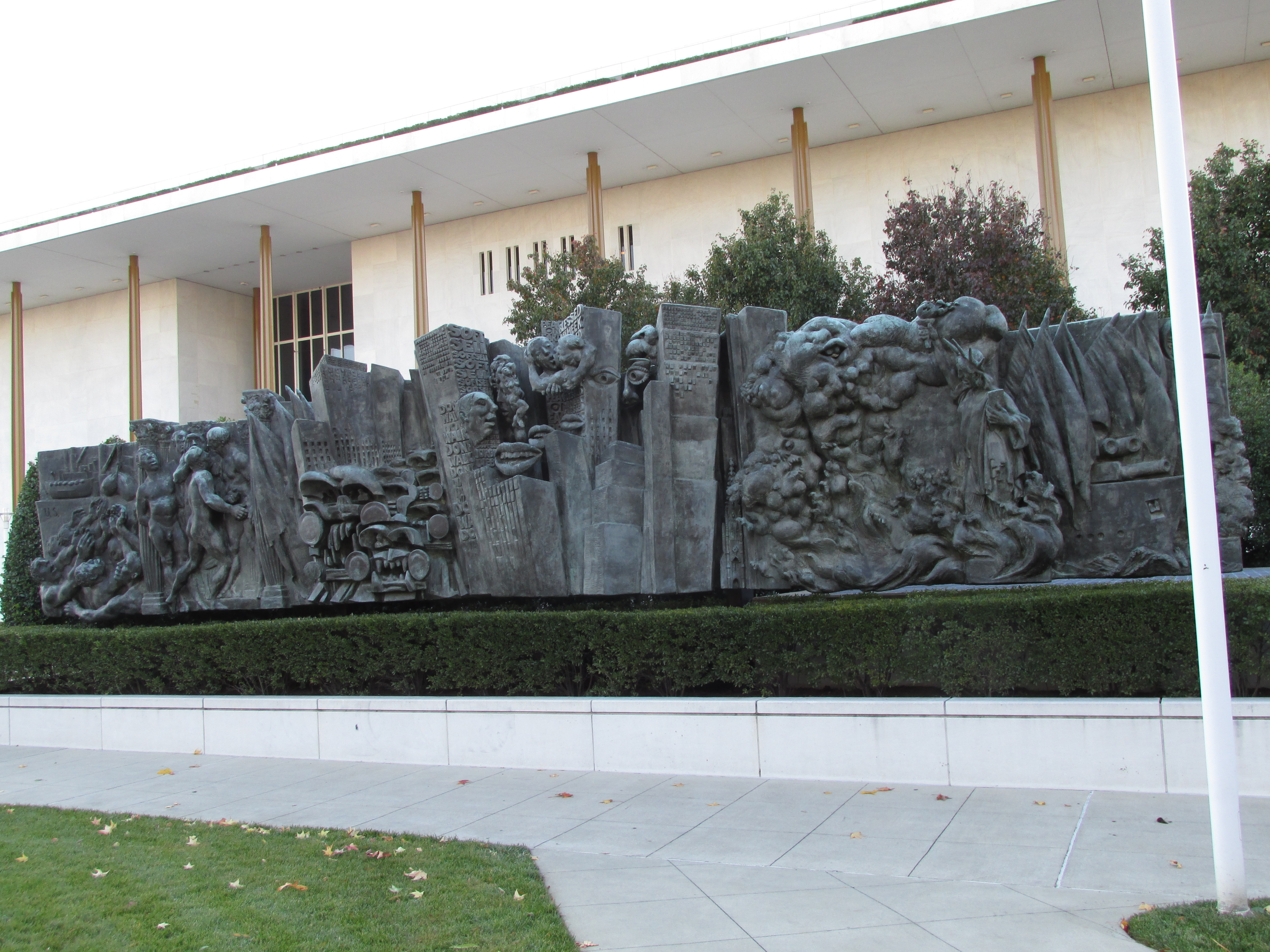
America di Jürgen Weber

Il piazzale di ingresso del Kennedy Center dispone di due tableaux dello scultore tedesco Jürgen Weber, creati tra nel 1965 e nel 1971, che erano un regalo al Kennedy Center da parte del governo della Germania Ovest. Verso la fine della parte nord della piazza c'è una mostra di figure nude in scene che rappresentano la guerra e la pace, chiamata War or Peace. Il pezzo, 2,44 m × 15,24 m × 0,46 m, raffigura cinque scene che mostrano il simbolismo di guerra e di pace: una scena di guerra, un omicidio, la famiglia, e la creatività. A sud c'è l'America, che rappresenta l'immagine di Weber dell'America (2,43 x 15,24x 0,45 m). sono raffigurate quattro scene che rappresentano minacce per la libertà, la tecnologia, gli aiuti e la sopravvivenza e la libertà di parola. All'artista ci sono voluti quattro anni per scolpire i due rilievi in gesso, creando 200 pezzi da fondere e altri due anni per la fonderia di Berlino per fondere i pezzi. Nel 1994 il programma dello Smithsonian Institution Save Outdoor Sculpture! ha esaminato War or Peace e America e li ha descritti come ben mantenuti. Un'altra scultura, Don Chisciotte di Aurelio Teno, occupa un sito vicino all'angolo nord-est del palazzo. Re Juan Carlos I e la regina Sofia di Spagna hanno donato la scultura agli Stati Uniti per il suo Bicentenario, 3 giugno 1976.

## Locali

Disposizione dei tre teatri principali al Kennedy Center

Il Kennedy Center ha tre teatri principali: il Concert Hall, la Opera House, e il Teatro Eisenhower.

### Sala concerti
La Concert Hall, che si trova all'estremità sud del Centro, ha 2.442 posti a sedere, compresi quelli dei coristi e i palchi di proscenio e ha una disposizione dei posti a sedere simile a quella impiegata in molte sale europee come il Musikverein di Vienna. La sala concerti è lo spazio più grande per le esecuzioni nel Kennedy Center ed è la sede della National Symphony Orchestra. Una ristrutturazione del 1997 ha portato una calotta acustica ad alta tecnologia, luoghi accessibili agli handicappati ad ogni livello e nuove sezioni a sedere (palchi di proscenio, sedili dei coristi e posti di platea). I lampadari di cristallo Hadeland, forniti dal governo della Norvegia, sono stati riposizionati per fornire una visione più chiara. Il fabbricante di organi canadese Casavant Frères costruì ed installò un nuovo organo a canne nel 2012.

### Teatro dell'opera
L'Opera House, al centro, ha circa 2.300 posti a sedere. Le sue caratteristiche interne comprendono pareti rivestite in velluto rosso, un caratteristico sipario di seta rosso e oro, dono del governo giapponese e un lampadario di cristallo Lobmeyr (J. & L. Lobmeyr), con pendenti abbinati, un regalo da parte del governo austriaco. È la più grande sala del Centro per opera, balletto e grandi musical, chiuso durante la stagione 2003/2004 per ampi lavori di ristrutturazione, che hanno consentito una disposizione dei posti a sedere rivista e ridisegnato gli ingressi al livello dell'orchestra. È la sede della Washington National Opera e dell'annuale Kennedy Center Honors.

### Teatro Eisenhower
Il Teatro Eisenhower, sul lato nord, ospita circa 1.163 posti ed è così chiamato per il presidente Dwight D. Eisenhower, che firmò la trasformazione in legge nazionale del National Cultural Center Act il 2 settembre 1958. Esso ospita prevalentemente commedie teatrali e musical, opere su scala ridotta, balletti e danza contemporanea. Il teatro contiene una buca per l'orchestra per un massimo di 35 musicisti che è convertibile in un proscenio o posti a sedere supplementari. Il locale ha riaperto nell'ottobre 2008, a seguito di una ristrutturazione di 16 mesi che ha modificato le modalità di combinazione dei colori ed i posti a sedere.

### Altre sale per spettacoli

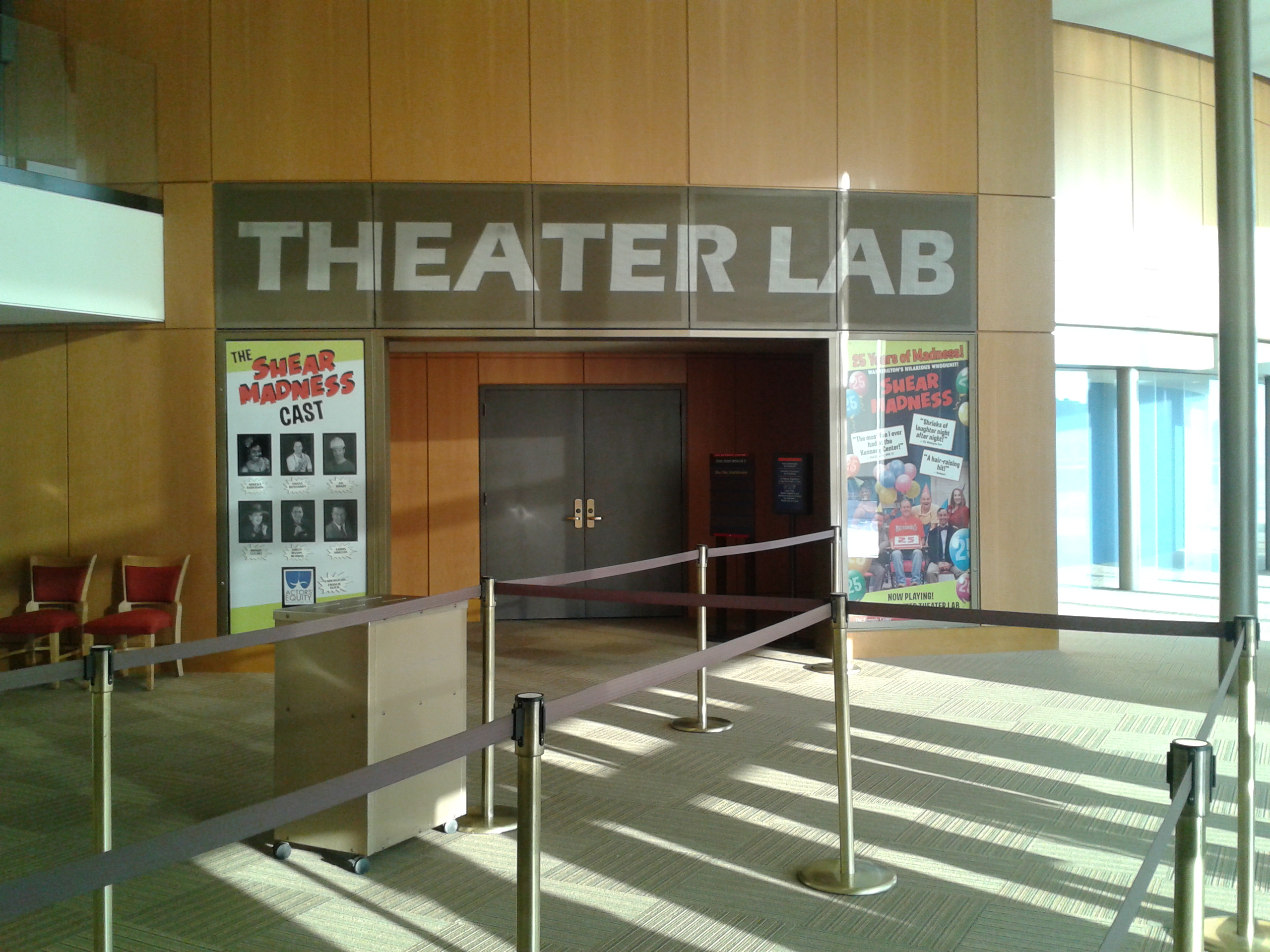
L'ingresso al laboratorio del teatro

Altri locali per gli spettacoli del Centro sono:
- Il Teatro della Famiglia, con 324 posti a sedere, aprì il 9 dicembre 2005. Sostituì l'ex American Film Institute Theater adiacente alla Sala degli Stati. Il nuovo teatro della Famiglia prevede una sede per spettacoli teatrali familiari di classe mondiale per i giovani della nazione e prosegue nell'impegno da $ 125.000.000 del Kennedy Center per l'insegnamento artistico agli adulti e bambini. Progettato dallo studio di architettura Richter Cornbrooks Gribble, Inc. di Baltimora, il nuovo teatro incorpora le più moderne innovazioni teatrali disponibili, tra cui: tecnologie audio di alta qualità; un sistema di manovre computerizzato ed un sistema di proiezione video digitale.
- Il Terrace Theater, con 513 posti a sedere, fu costruito sulla terrazza a livello del tetto alla fine del 1970 come un dono del Bicentenario dal popolo Giapponese agli Stati Uniti. È utilizzato per rappresentazioni intime di musica da camera, danza classica e contemporanea e teatro.
- The Theater Lab, con 399 posti a sedere, attualmente mette in scena un giallo, Shear Madness, che viene rappresentato ininterrottamente da agosto 1987.
- The Millennium Stage. Come parte dell'idea di "Arti dello spettacolo per tutti" lanciata dall'allora presidente James Johnson nell'inverno del 1997, il Millennium Stage prevede spettacoli gratuiti ogni sera alle 18:00 su due palcoscenici appositamente creati ad entrambe le estremità del Grand Foyer. Una vasta gamma di forme d'arte sono presenti nel Millennium Stage. Queste includono gli artisti interpreti e i gruppi provenienti da tutti i 50 stati ed un programma di Artista-Residente con artisti che si esibiscono per diverse serate in un mese. Ogni spettacolo nel Millennium Stage è disponibile in trasmissione simultanea dello spettacolo dal vivo alle 18:00 ed è archiviato per una successiva visualizzazione sul sito web del Kennedy Center. "Arti dello spettacolo per tutti" è stato ideato per portare il Kennedy Center ed i suoi programmi ad un pubblico molto più vasto rispetto al passato, offrendo spettacoli aperti al pubblico e gratuiti per 365 giorni all'anno. Inoltre, le iniziative delle "Arti dello spettacolo per tutti" comprendono biglietti a basso e a nessun costo disponibili per gli spettacoli in ogni palcoscenico del Kennedy Center e diversi programmi di sensibilizzazione, finalizzati ad aumentare l'accesso ai biglietti ed agli spettacoli del Centro.
- The Conservatory Project, un'iniziativa del Millennium Stage, è un evento semestrale che si verifica nel mese di febbraio e maggio ed è stato progettato per presentare i migliori giovani artisti musicali in musica classica, jazz, teatro musicale, opera e di più, dai migliori conservatori universitari e non della nostra nazione, dai college e dalle università in termini di prestazioni al Kennedy Center. È stato progettato per creare una vetrina permanente per i giovani talenti e per avvicinare il pubblico di Washington ai giovani musicisti che sono destinati ad avere una carriera importante.
- The KC Jazz Club. 12 marzo 2003, lo spazio precedentemente noto come l'Education Resource Center viene ufficialmente designato la Terrace Gallery. È ora sede del Kennedy Center Jazz Club.

### Il Fiume e le terrazze panoramiche
Il Kennedy Center offre una delle poche terrazze panoramiche all'aperto nel centro di Washington DC, gratuitamente al pubblico, aperta dalle 10:00 fino a mezzanotte tutti i giorni, tranne quando chiuso per cerimonie private. L'ampia terrazza offre la vista in tutte le quattro direzioni che si affacciano sullo skyline di Rosslyn a Arlington: la Virginia ad occidente; il fiume Potomac e l'aeroporto nazionale a sud; il Washington Harbor e il Complesso del Watergate a nord e il Lincoln Memorial, Dipartimento degli edifici statali, la George Washington University e l'Ambasciata Araba ad oriente.

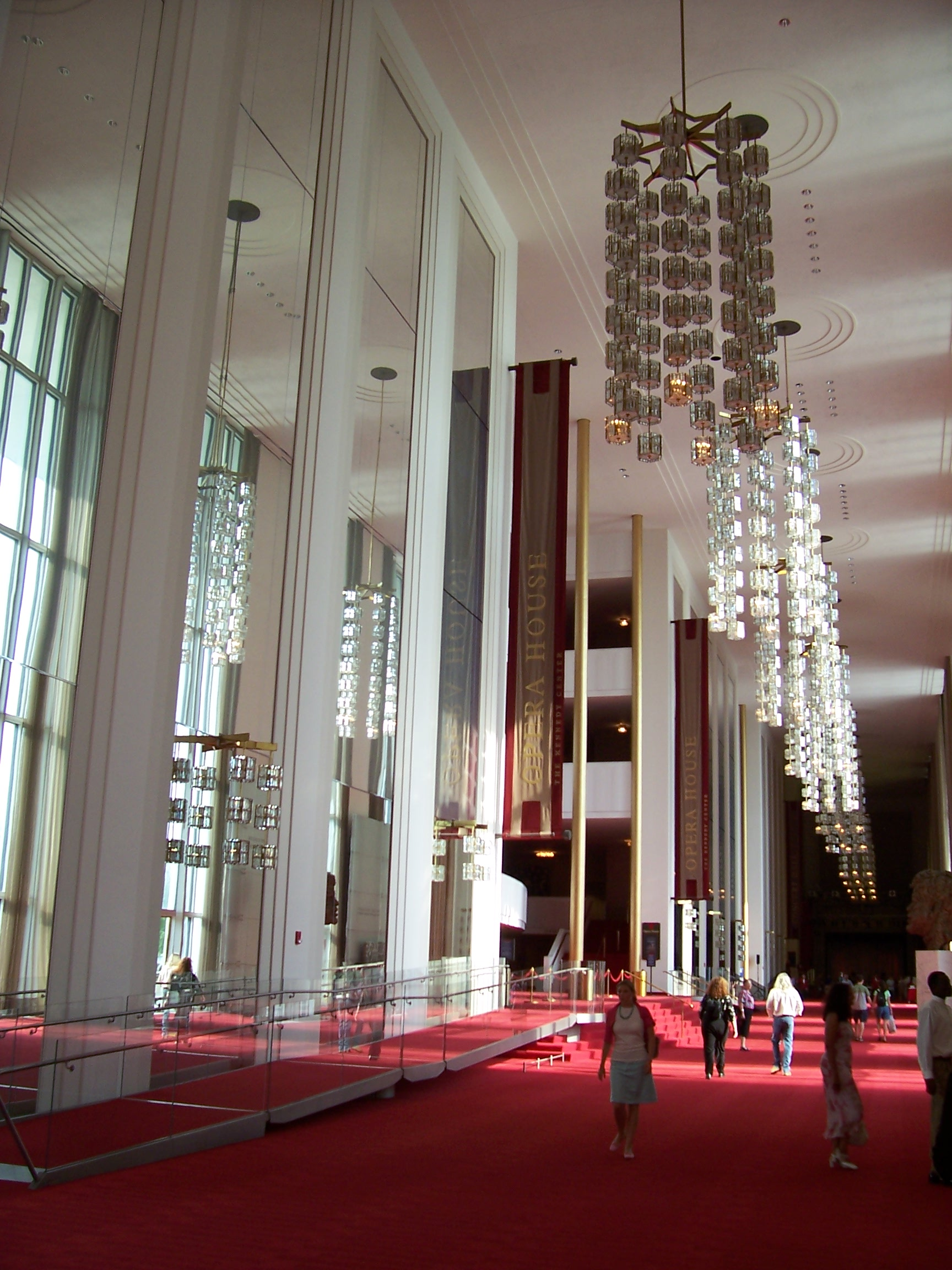
Il Grand Foyer, 19 m di altezza e 190 m di lunghezza, è una delle più grandi sale del mondo. Se posto a giacere su un lato, il monumento a Washington si adatterebbe a questa stanza e rimarrebbero altri 23 m in più.

## Produzioni

### Danza
Furono offerte le prime mondiali di opere commissionate dal Kennedy Center, attraverso un programma per commissionare nuovi lavori di ballo e danza classica. Queste opere furono create dai primi coreografi d'America, Paul Taylor, Lar Lubovitch, e Merce Cunningham, per le principali compagnie di danza americane tra cui American Ballet Theatre, Ballet West, Houston Ballet, Pacific Northwest Ballet, Pennsylvania Ballet, e il San Francisco Ballet. Dal 1999 il Kennedy Center ha sostenuto e prodotto il Balletto di Suzanne Farrell in spettacoli sia al Centro che in ampi tour.
Il Centro sponsorizza due programmi annuali di danza in residenza per i giovani; Esplorare il Balletto con Suzanne Farrell e il Teatro di Danza dell'Harlem Residency Program, sia ora che nella loro seconda decade. La serie di Danza Contemporanea del Kennedy Center offre una vasta gamma di prospettive artistiche, dai più importanti maestri del genere ad artisti nuovi e più eccitanti di questa forma d'arte. Nella serie 2008/2009, il Kennedy Center acclamò Moderni Maestri della Danza Americana, portando le compagnie di Martha Graham Dance Company, Merce Cunningham Dance Company, Limón Dance Company, Mark Morris Dance Group, Alvin Ailey American Dance Theater, Bill T. Jones / Arnie Zane Dance Company e Paul Taylor Dance Company.

### Educazione
Negli ultimi anni il Kennedy Center ha notevolmente ampliato i suoi i programmi di formazione per raggiungere i giovani, gli insegnanti e le famiglie in tutta la nazione. L'apertura nel 2005 del Teatro Famiglia ha contribuito a raggiungere questo obiettivo.
Per oltre 35 anni il Dipartimento dell'Educazione del Kennedy Center ha fornito l'esperienza delle arti attraverso spettacoli, residenze, laboratori, conferenze, programmi di sviluppo di carriera, simposi, e risorse on-line e stampate. L'anno scorso i programmi di formazione del Centro hanno direttamente influenzato più di 11 milioni di persone in tutta la nazione. Il Dipartimento dell'Educazione favorisce la comprensione e la partecipazione nelle arti dello spettacolo attraverso programmi e spettacoli per diversi tipi di persone di tutte le età.

#### Spettacoli per il pubblico giovane
Teatro per il pubblico giovane (TYA)
La programmazione della stagione di spettacoli per il pubblico giovane 2008-2009 ha raggiunto più di 100 spettacoli per i giovani e le loro famiglie e oltre 110 spettacoli per il pubblico delle scuole. La stagione comprendeva quattro prime mondiali di lavori commissionati dal Kennedy Center: La tromba del Cigno, un musical adattato dal vincitore del Premio Pulitzer Marsha Norman dal libro di E.B. Bianco con la musica di Jason Robert Brown; Sirene, mostri e il Mondo dipinto di viola, un nuovo lavoro di Marco Ramirez; Unleashed! The Secret Lives of White House Pets, un nuovo lavoro di Allyson Currin in collaborazione con la Casa Bianca Historical Association; e OMAN ... O uomo!, una nuova produzione di danza ideata e diretta da Debbie Allen che è parte del Festival arabo del centro, Arabesque: Arte del mondo arabo. Il Teatro per il pubblico giovane in Tour è andato in tour con due produzioni itineranti a livello nazionale de Il casello fantasma e Blues Journey.
L'8 giugno 2016 venne annunciato che il Teatro per il pubblico giovane del Centro Kennedy ha commissionato il musical Elephant & Piggie’s We are in a Play!, con libretto e testi di Mo Willems e musica di Deborah Wicks La Puma, che trasferirà all'Off-Broadway Theater New Victory nel gennaio 2017.
Esecuzioni della National Symphony Orchestra per il pubblico giovane
I membri della Orchestra Sinfonica Nazionale continueranno a presentare i Concerti Orsacchiotto in tutte le sue stagioni. Durante questi concerti, i bambini di età compresa tra i 3 e i 5 anni portano il loro animale di pezza preferito per i programmi musicali interattivi che caratterizzano i membri della NSO. Questi ultimi presentano Concerti di Ensemble della NSO, che collegano la musica con le varie materie scolastiche come la scienza e la matematica, i Kinderkonzerts, introducendo i bambini agli strumenti orchestrali e ai compositori classici, così come ai Concerti per le Famiglie della NSO.

#### Kennedy Center American College Theater Festival (KCACTF)
Iniziato nel 1969 da Roger L. Stevens, presidente fondatore del Kennedy Center, il Kennedy Center American College Theater Festival (KCACTF) è un programma di teatro nazionale che coinvolge 18.000 studenti di college e università a livello nazionale che è servito da catalizzatore per migliorare la qualità delle scuole di teatro negli Stati Uniti. Il KCACTF è cresciuto in una rete di oltre 600 istituzioni accademiche in tutto il paese, in cui i dipartimenti di teatro e gli artisti studenti mostrano il loro lavoro e ricevono la valutazione al di fuori dai partecipanti al KCACTF. Dalla sua istituzione nel 1969, il KCACTF ha raggiunto più di 17,5 milioni di studenti e docenti di teatro a livello nazionale.

#### Cambiare l'Educazione Tramite l'Arte (CETA)
La missione del programma CETA del Kennedy Center è rendere l'arte una componente fondamentale nella formazione di ogni bambino. Il CETA, che sta per Cambiare l'Educazione Tramite l'Arte, crea opportunità di sviluppo professionale per insegnanti e dirigenti scolastici. Ogni anno più di 700 insegnanti partecipano a circa 60 corsi che si concentrano sui modi per integrare le arti nel loro insegnamento. Il programma CETA del Kennedy Center collabora anche con sedici scuole della zona metropolitana di Washington DC per sviluppare un piano a lungo termine per l'integrazione delle arti nella loro scuola. Due di queste scuole, Kensington Parkwood Elementary School di Kensington MD e Woodburn Elementary School for the Fine and Communicative Arts a Falls Church, Virginia, servono come scuole di ricerca e sviluppo per il CETA.

#### Esplorare il Balletto con Suzanne Farrell (EBSF)
Esplorare il Balletto con Suzanne Farrell è un balletto estivo di tre settimane ad alta intensità per ballerine pre-professionali internazionali di età compresa tra i 14 e i 18 anni. Suzanne Farrell, una delle ballerine più venerate del XX secolo, ha ospitato questo metodo intensivo, ispirato a Balanchine, presso il Kennedy Center dal 1993. Durante le tre settimane a Washington DC, gli studenti della Farrell praticano tecnica e coreografia durante lezioni due volte al giorno, per sei giorni alla settimana. Al di fuori della classe sono previste escursioni, attività ed esibizioni per gli studenti EBSF per immergersi totalmente nella cultura della capitale della nazione.

### Festivals
Il Kennedy Center presenta festival che celebrano città, paesi e regioni del mondo. I festival sono pieni di una vasta gamma di arti dello spettacolo, arti visive, cucina e multi-media. Nel 2008 il Centro ha presentato l'esplorazione della cultura del Giappone dal titolo Japan! cultura + hyperculture. Il festival arabo del 2009 è stato un'esplorazione senza precedenti della cultura dei 22 paesi arabi della Lega degli Stati arabi, dal titolo Arabesque: Arte del mondo arabo. Nel 2011, il Kennedy Center ha presentato la maximum INDIA, un festival di tre settimane lungo le arti e la cultura del sub-continente.

### Jazz
Dalla sua istituzione nel mese di settembre 1971, il John F. Kennedy Center for the Performing Arts ha presentato solisti di jazz di classe mondiale, vari gruppi e le impostazioni di big band. Nel 1994 il Kennedy Center nominò il Dr. Billy Taylor come consulente artistico per il Jazz e la sua prima creazione fu il suo show radiofonico il Jazz di Billy Taylor al Kennedy Center. Presentando il suo trio e gli artisti ospiti in esecuzioni e discussioni, la serie andò avanti per sette stagioni su NPR. Dal momento della nomina di Taylor nel 1994 il Centro avviò numerosi programmi di spettacoli per portare il jazz su un palcoscenico nazionale, con importanti artisti internazionali e stelle nascenti tra cui: il Piano Panorama di Art Tatum, dal nome del mentore del dottor Taylor; il Louis Armstrong Legacy, che metteva in evidenza i cantanti; il Festival Mary Lou Williams Donne nel Jazz, il primo festival di un'importante istituzione che promuoveva importanti artisti jazz di sesso femminile; Oltre la Categoria, con gli artisti il cui lavoro trascende il genere; la Serie Platinum, con vedette di fama internazionale; Jazz Ambassadors con il United States Department of State, inviando musicisti di buona volontà in tour in tutto il mondo (1998-2004); il KC Jazz Club, un ambiente intimo molto apprezzato; e Scoprendo Artisti al KC Jazz Club, evidenziando promettenti talenti. Il Kennedy Center e l'NPR ogni anno collaborano all'amata trasmissione delle vacanze NPR's Piano Jazz Christmas, fino al ritiro di un ospite, Marian McPartland, e quindi dello spettacolo, nel 2011. Dal 2003, i programmi di jazz del Centro sono stati regolarmente in onda su JazzSet di NPR con Dee Dee Bridgewater. Recenti sintesi dei pezzi migliori, prodotte dal Centro, hanno compreso Great Vibes, Un saluto a Lionel Hampton (1995); Celebrazione dell'80º Compleanno di Billy Taylor (2002); Nancy Wilson, la celebrazione di una carriera (2003); Michel Legrand con Patti Austin, parte del Festival della Francia del Centro (2004); A Tribute to Shirley Horn (2004); 80º Compleanno di James Moody (2005); e Benny Golson a 80 (2009). Nel marzo 2007 il Centro ha ospitato una festa una volta nella vita, Jazz nel nostro tempo, che ha conferito il Center's Living Jazz Legend Award per più di 30 venerati artisti. Durante il mandato del Dr. Taylor, il Centro ha creato iniziative educative riconosciute, compresi i programmi di formazione a distanza via satellite di jazz nazionale; serie di conferenze per adulti; master class e workshop con artisti nazionali e studenti locali metropolitani di Washington; e il Jazz Ahead di Betty Carter, continuando l'eredità della cantante di identificare eccezionali giovani talenti.

### Orchestra Nazionale Sinfonica (NSO)
L'Orchestra Sinfonica Nazionale, affiliata artistica del Kennedy Center dal 1987, ha commissionato decine di nuove opere, tra le quali RiverRun di Stephen Albert, che ha vinto il Premio Pulitzer per la musica; Stringmusic di Morton Gould, anche vincitore del Premio Pulitzer; Sesta Sinfonia di William Bolcolm, e UFO di Michael Daugherty, un concerto per percussioni e orchestra.
Oltre ai suoi regolari concerti di stagione, l'Orchestra Sinfonica Nazionale presenta numerose divulgazione, educazione e programmi pop, così come concerti al Wolf Trap ogni anno. Le American Residencies per il Kennedy Center è un programma annuale, unico, per l'Orchestra Sinfonica Nazionale e il Centro. Il Centro manda l'Orchestra in uno Stato diverso ogni anno per un intenso periodo di spettacoli e di insegnamento che comprende interi concerti orchestrali, da camera e per solisti, corsi di perfezionamento e altre sessioni di insegnamento. L'Orchestra ha fatto queste residenze in 20 stati finora: Alabama, Alaska, Arizona, Arkansas, Kansas, Louisiana, Maine, Mississippi, Nebraska, Nevada, Nord e Sud Carolina, Oklahoma, Nord e Sud Dakota, Tennessee, Vermont, Nevada, e Wyoming/Montana.
La registrazione NSA di Of Rage and Remembrance di John Corigliano ha vinto un Grammy Award nel 1996.

### Arti dello Spettacolo per tutti (PAFE)
Il Kennedy Center è l'unica istituzione statunitense che presenta uno spettacolo gratuito per 365 giorni all'anno. Il Millennium Stage, creato come parte dell'iniziativa del Center Performing Arts for Everyone nel 1997, sottoscritto da James A. Johnson e Maxine Isaacs, dispone di un ampio spettro di arti dello spettacolo, dalla danza al jazz, alla musica da camera e popolare, alla commedia, alla narrazione e al teatro. Negli ultimi dodici anni, più di tre milioni di persone hanno partecipato a spettacoli del Millennium Stage. Il Millennium Stage ha presentato più di 42.000 artisti, comprendendo oltre 4.000 artisti internazionali provenienti da più di 70 paesi; artisti in rappresentanza di tutti i 50 stati; e 20.000 gruppi e solisti dell'area di Washington. Il Trio Charlie Byrd e il Trio Billy Taylor sono stati i primi artisti a deliziare il pubblico con una performance gratuita il 1º marzo 1997. Nel 1999, il Centro ha iniziato la trasmissione di spettacoli dal vivo ogni notte via web, e continua ad archiviare e gestire ogni evento in un database di oltre 3.000 esecuzioni che possono essere accessibili tramite il sito web del Centro. Le iniziative del Performing Arts for Everyone includono anche i biglietti a basso e nessun costo a disposizione per spettacoli in ogni palcoscenico del Kennedy Center e diversi programmi di sensibilizzazione finalizzate ad aumentare l'accesso ai biglietti del Kennedy Center e agli spettacoli.

### Teatro
Il Centro ha comprodotto più di 300 nuovi lavori teatrali nei passati 43 anni, compresi gli show vincitori del Tony, spaziando da Annie nel 1977 a A Few Good Men, How to Succeed in Business Without Really Trying, The King and I, Titanic, e la prima Americana di Les Misérables. Il Centro ha anche prodotto la Sondheim Celebration (sei musical di Stephen Sondheim) nel 2002, Tennessee Williams Explored (tre classiche commedie di Tennessee Williams') nel 2004, Mame protagonista Christine Baranski nel 2006, Carnival! nel 2007, Pittsburgh Cycle di August Wilson (un ciclo completo di dieci commedie di Wilson messe in scena complete ed eseguite come letture) e Broadway: Three Generations entrambe nel 2008 e una nuova produzione di Ragtime nel 2009. Il Kennedy Center Fund for New American Plays ha dato un sostegno fondamentale per lo sviluppo di 135 nuove opere teatrali. Nel 2011 una nuova produzione di Follies interpretato da Bernadette Peters ha aperto al teatro Eisenhower e poi trasferita a Broadway quell'autunno.

### Kennedy Center Honors
Dal 1978 i Kennedy Center Honors sono stati assegnati annualmente dal Consiglio di fondazione del Centro. Ogni anno cinque artisti o gruppi vengono onorati per il loro contributo a vita alla cultura americana e alle arti dello spettacolo, tra cui danza, musica, teatro, opera, cinema e televisione. Il Centro ha assegnato il Premio Mark Twain per lo Humor Americano dal 1998.

### Organizzazioni locali arti dello spettacolo
Molte organizzazioni artistiche locali presentano (o hanno presentato) il loro lavoro al Kennedy Center. Alcune di queste sono:
Su Wikipedia Italia:
- Società Corale della Cattedrale di Washington
- American Film Institute
- The Washington Ballet
- VSA
- Washington Concert Opera
- Washington National Opera
- Opera Lafayette

Su Wikipedia USA:
- Choral Arts Society of Washington
- Woolly Mammoth Theatre Company

Su siti esterni:
- Korean Concert Society
- The Masterworks Chorus
- Theater Chamber Players
- Vocal Arts Society of Washington, DC
- The Washington Chorus
- Washington Performing Arts Society website
- Young Concert Artists of Washington

### Altri eventi
Durante il Bicentenario americano, il Kennedy Center ha ospitato numerosi eventi speciali durante 1976, compresi sei opere teatrali su commissione. Il centro ha ospitato spettacoli gratuiti di gruppi provenienti da ogni stato. Nel dicembre del 1976, la versione di Mikhail Baryshnikov del balletto Lo schiaccianoci è stata rappresentata per due settimane.
Il Kennedy Center ospita anche eventi special, come l'insediamento del presidente degli Stati Uniti d'America e serate di gala di inaugurazione.
Nel 1977 l'Opera House ha ospitato Cesare e Cleopatra di George Bernard Shaw con Rex Harrison ed Elizabeth Ashley. Anche l'American Ballet Theatre si è spesso esibito al Kennedy Center. Nel 2004 la produzione della compagnia del Lago dei Cigni, coreografia di Kevin McKenzie, è stata registrata lì, trasmessa sulla PBS nel giugno 2005 e pubblicata in DVD poco dopo.
Produzioni di Il Re Leone della Disney e la produzione di Trevor Nunn di My Fair Lady (coreografia di Matthew Bourne) sono stati presentati nella stagione 2007-2008, solo per citarne alcuni.

## Millennium Stage Archives
Il Kennedy Center mette in scena spettacoli giornalieri gratuitamente sul proprio Millennium Stage nel Grand Foyer. In primo piano sul Millennium Stage ci sono una serie di forme d'arte, tra cui gli artisti dello spettacolo e i gruppi.
I due teatri del Millennium Stage sono dotati di luci, sistemi audio e macchine fotografiche. Ogni evento gratuito eseguito in questo palcoscenico viene registrato e archiviato sul sito web del Kennedy Center. Questi archivi sono stati resi disponibili al pubblico gratuitamente dal 2009.

## VSA
La VSA (ex arti VSA) è un'organizzazione internazionale no-profit fondata nel 1974 dall'Ambasciatrice Jean Kennedy Smith per creare una società tramite la quale le persone con disabilità imparano, partecipano e godono delle arti. La VSA offre educatori, genitori e artisti con le risorse e gli strumenti per supportare la programmazione artistica nelle scuole e nelle comunità. La VSA mette in mostra le realizzazioni di artisti con disabilità e promuove un maggiore accesso alle arti per le persone con disabilità. Ogni anno 7 milioni di persone partecipano a programmi della VSA attraverso una rete nazionale di filiali e in 54 paesi in tutto il mondo. Affiliata con il Kennedy Center dal 2005, la VSA è stata ufficialmente fusa nell'organizzazione nel 2011 per fare parte del Center's Department of VSA and Accessibility.

## Rinnovi

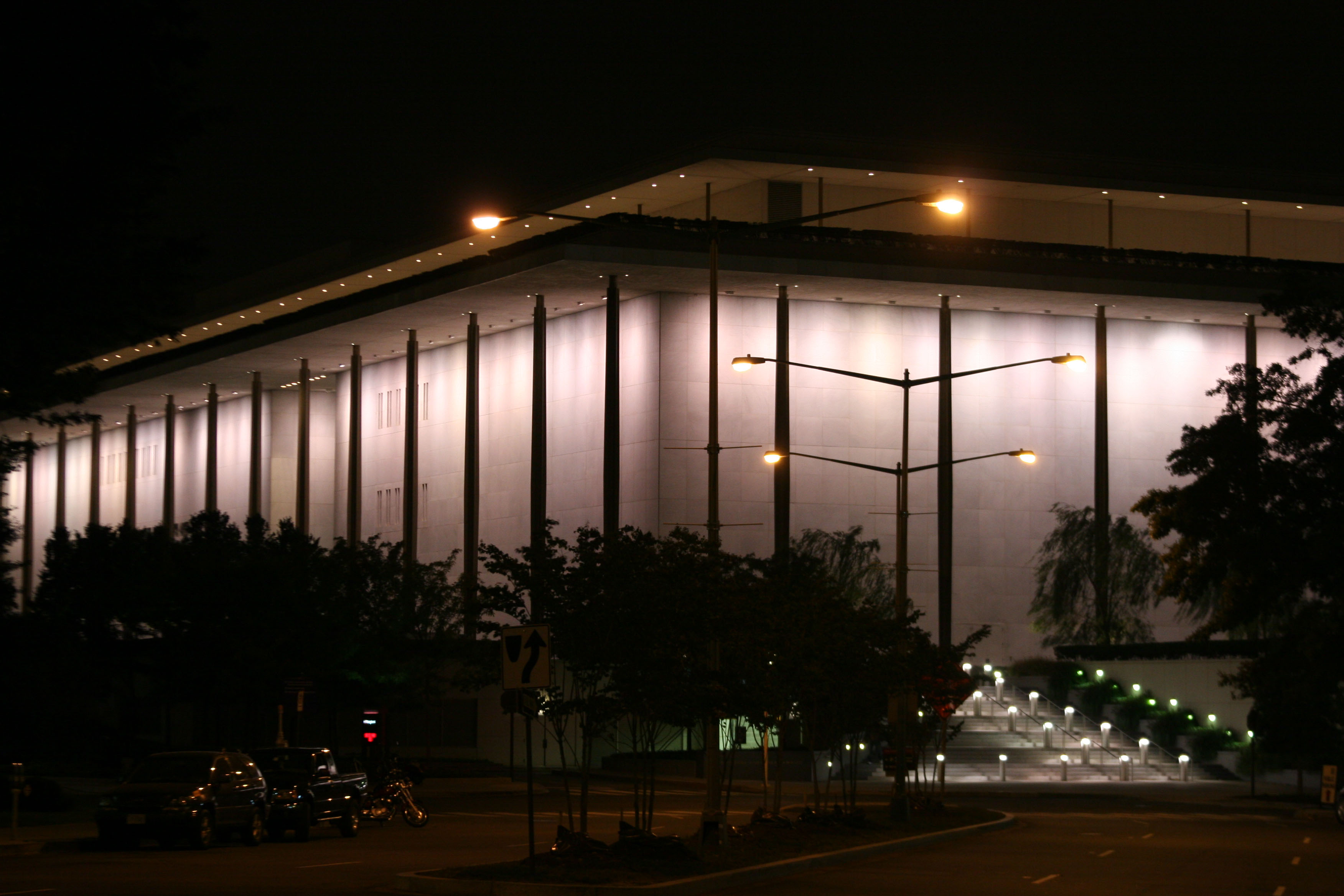
Il Kennedy Center di notte

Il 16 giugno del 1971 il Congresso autorizzò stanziamenti per un anno al Consiglio di Fondazione per le spese di esercizio e di manutenzione. Negli anni successivi, gli stanziamenti furono dati al National Park Service per le operazioni, la manutenzione, la sicurezza e altre funzioni non direttamente connessi con le attività dello spettacolo. Il National Park Service e il Kennedy Center hanno firmato un accordo di cooperazione che richiede che ciascuna delle parti paghi una parte dei costi di esercizio e di manutenzione sulla base della percentuale di tempo che l'edificio doveva essere utilizzato per effettuare le funzioni relative alle arti. L'accordo non specificava chi fosse responsabile per i progetti di miglioramento del capitale a lungo termine al Kennedy Center, con il solo finanziamento periodico del Congresso per i progetti, uno alla volta.

### 1990–2005
Negli anni fiscali 1991 e 1992, il Congresso raccomandò che $ 27.7 milioni fossero da destinare a lavori fondamentali di rafforzamento del Centro, di cui $ 12 milioni per la riparazioni strutturali al garage e $ 15,7 milioni di dollari per riparazioni strutturali e meccaniche, nonché progetti per migliorare l'accesso ai disabili. Nel 1994, il Congresso diede la piena responsabilità al Kennedy Center per i progetti di rafforzamento del capitale e per la direzione del centro. Dal 1995 al 2005 oltre 200 milioni di $ di fondi federali furono assegnati al Kennedy Center per progetti d'investimento a lungo termine, per le riparazioni e per portare il centro alla conformità con le moderne norme di sicurezza antincendio e di accessibilità. I miglioramenti inclusero la ristrutturazione della Sala Concerti, Opera House, spazi pubblici a livello di piazza, e un nuovo sistema di allarme antincendio. I progetti delle ristrutturazioni furono completati sforando il budget dal 13 al 50 per cento, a causa di modifiche dei piani durante i lavori di ristrutturazione, con conseguente lavoro straordinario e altre sanzioni. I lavori di ristrutturazione al teatro Eisenhower furono completati nel 2008. Renovations to the Eisenhower Theater were completed in 2008.

### 2013
Nel 2013, il centro ha annunciato piani del costo di 100.000.000 $ per una aggiunta di tre padiglioni terrestri su Kennedy Center South Plaza di 6,0387 m² e un ponte pedonale di nuova concezione, che collegherà il fiume Potomac al Kennedy Center. Il progetto prevede spazio per le prove così come lo spazio dedicato alle aule e sale polifunzionali per i programmi del Centro di educazione intensiva e di gestione delle arti. Gli spazi di accesso pubblico includeranno giardini, un video sulla parete esterna su cui possono essere proiettati in simulcast spettacoli e altri eventi multimediali e uno spazio per gli spettacoli all'aperto. Essi devono essere progettati da Steven Holl con l'aiuto dello studio di architettura BNIM. Il progetto proposto è in qualche modo simile a quello di Bloch per l'implementazione del Museo Nelson-Atkins a Kansas City, in cui i due studi di architettura hanno collaborato nel 2007. I progetti richiedono che i padiglioni debbano essere costruiti con vetro isolante Okalux traslucido a luce diffusa e lo stesso marmo Carrara utilizzato per il Kennedy center. Il progetto dei padiglioni comprende piscine della stessa dimensione della PT-109. I piani per il progetto sono iniziati dopo che David M. Rubenstein ha donato 50 milioni di $ per il centro.

## Direzione
Prima del 1980, le operazioni quotidiane del Kennedy Center erano supervisionate dal presidente del consiglio di amministrazione e dal Consiglio stesso. Gli aspetti della programmazione e le attività del centro erano supervisionati da diverse altre persone. George London fu il primo direttore esecutivo del Kennedy Center (spesso chiamato "direttore artistico" dalla stampa, anche se questo non era il titolo formale), che rimase in carica dal 1968 al 1970, mentre William McCormick Blair Jr. fu il primo direttore amministrativo. Julius Rudel fu assunto come direttore musicale nel 1971. Nel 1972 Martin Feinstein sostituì London e ricoprì la carica di direttore artistico fino al 1980. Marta Casals Istomin fu nominata primo direttore artistico femminile nel 1980, una posizione che ha ricoperto fino al 1990; è stata anche la prima persona a essere formalmente investita di quel titolo.
Nel 1991 il Consiglio ha creato la carica di Direttore Operativo per togliere le operazioni giornaliere routinarie del centro Kennedy dal presidente e dal consiglio. Lawrence Wilker è stato assunto per ricoprire la posizione ed in seguito è stato nominato presidente. Il direttore artistico ha continuato a sorvegliare la programmazione artistica, sotto la direzione del presidente.
Michael Kaiser è diventato presidente del Kennedy Center nel 2001. Ha lasciato l'organizzazione quando il suo contratto è scaduto nel settembre 2014.
Nel mese di settembre 2014 Deborah F. Rutter divenne il terzo presidente; è la prima donna a ricoprire tale posto. Rutter era stata in precedenza presidente della Chicago Symphony Orchestra Association, una posizione che ricopriva dal 2003.

### Consiglio di amministrazione
Il Consiglio di Fondazione del Centro Kennedy (più formalmente conosciuto come la Fondazione del Centro John F. Kennedy per le Arti dello Spettacolo), mantiene e gestisce il Centro e il suo sito. David M. Rubenstein è il presidente del consiglio.
Il presidente onorario del consiglio è la First Lady e suoi predecessori viventi. I membri del consiglio sono specificati dal 20 USC 76h e comprendono d'ufficio membri come il Segretario della salute e servizi umani, il Bibliotecario del Congresso, il Segretario di Stato (sostituendo il direttore della United States Information Agency dopo che l'agenzia è stata abolita), il Presidente della Commissione delle Belle Arti, il Sindaco del Distretto di Columbia, il Sovrintendente delle scuole del Distretto di Columbia, il Direttore del National Park Service, il Segretario della Pubblica Istruzione e il Segretario della Smithsonian Institution, come così come 36 fiduciari generali nominati dal Presidente degli Stati Uniti per la durata di sei anni.